# Albert Cummings
Albert Cummings (nacido en 1967 en Williamstown, Massachusetts, Estados Unidos) es un músico estadounidense de blues que ha grabado para Blind Pig Records. Ha tocado junto a B. B. King, Johnny Winter, y Buddy Guy.

## Biografía
Cummings comenzó a tocar el banjo de cinco cuerdas a la edad de doce años cuando la guitarra de su padre era demasiado grande para sus manos, comenzó a aprender los acordes y las progresiones, y se convirtió en un fan de la música bluegrass. En su adolescencia se encontró con las primeras grabaciones de Stevie Ray Vaughan y se sorprendió por el virtuosismo. Mientras estaba en la universidad en 1987 vio a Vaughan actuar y regresó a la guitarra con una nueva perspectiva y resolución. Su primera actuación llegó en 1997, cuando tocaba en la recepción de la boda de unos amigos. En sus últimos veinte formó una banda, Swamp Yankee, y en 1999 publicó un álbum producido de forma independiente, The Long Way. El trío pasó dos horas en un estudio de grabación para grabar las nueve canciones para el álbum.
La revista Bluesprint dijo que era "un aluvión de pirotecnia, que trae a la mente una gran mezcla de estilos de los maestros del pasado como Albert King, Freddie King, Stevie Ray Vaughan, y Jimmie Hendrix."
Esto abrió para él una oportunidad de trabajo con Double Trouble, la banda final de Stevie Ray Vaughan. Así que con el bajista Tommy Shannon y el baterista Chris Layton que se ofrecieron a tocar y producir su debut como solista hicieron la grabación, de 2003, del autopublicado From the Heart. Grabado en Austin, Texas, presentaba a Cummings al frente de Double Trouble (incluyendo a Reese Winans) en su primera grabación, desde la muerte de Stevie Ray. 
Su sentimental y explosivo enfoque del blues y el rock llamó la atención de Blind Pig Records, que le firmó un contrato multi-álbum a principios de 2004. Sólo Shannon se mantuvo como el bajista de su siguiente álbum. Fiel A sí Mismo, del año 2004. 
Dos años más tarde, en 2006, Cummings registró un cuarto álbum, Working Man, con los nuevos miembros de la banda.
En 2008, Cummings lanzó un álbum en vivo Feels So Good, grabado en el Teatro Colonial en Pittsfield, Massachusetts. una sala de 95 años "una pequeña joya" – tal como James Taylor lo llama – por el que ha pasado todo el mundo de Will Rogers a Al Jolson. El público estaba tan absorto y apoyando que se convirtió en parte de la interpretación de una manera que rara vez se escucha. Como AllMusic dijo, "parece que fue una fiesta infernal esa noche."
En 2011 Albert lanzó un DVD instructivo para la Hal Leonard Corporation, titulado Working Man Blues Guitar. Su álbum No Regrets de 2012 debutó en el n º 1 en los Estados Unidos, Canadá y Francia en los iTunes Blues Charts y en el puesto número 5 en el Billboard blues chart. En 2012, en una entrevista, él llamó a su No Regrets su "mejor álbum hasta ahora".
En julio de 2015, Cummings publicó el álbum producido por David Z, Someone Like You.

## Discografía
- The Long Way (Albert Cummings and Swamp Yankee), 2000
- From the Heart, 2003
- True to Yourself, 2004
- Working Man, 2006
- Feel So Good, 2008
- No Regrets, 2012
- Someone Like You, 2015[4]
- Strong, 2024